# Amastus episcotosia
Amastus episcotosia är en fjärilsart som beskrevs av Paul Dognin 1901. Amastus episcotosia ingår i släktet Amastus och familjen björnspinnare. Inga underarter finns listade i Catalogue of Life.